# Bicycles Quilicot

Logo

Bicycles Quilicot est la plus ancienne boutique spécialisée en vente de vélos à Montréal. Fondée en 1915, le magasin compte aujourd’hui sept succursales, trois à Montréal, une à Sainte-Thérèse, une à Laval, une à Terrebonne et une à Mont-Tremblant. 

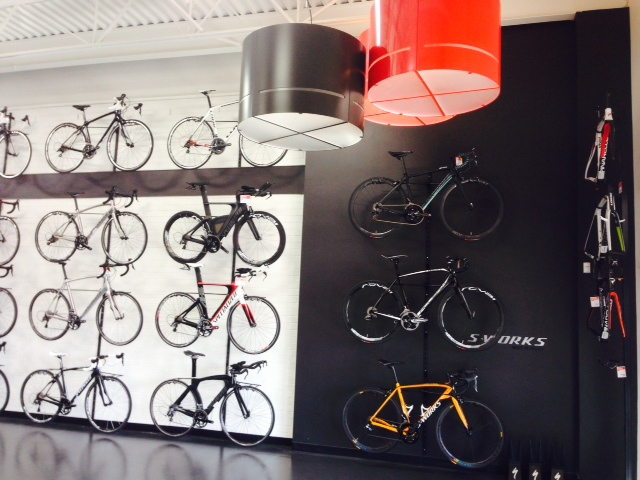
Une vue de la succursale de Sainte-Thérèse, 2014.

## Histoire
Bicycles Quilicot a été fondé en 1915 par Louis Quilicot, né en Turquie d'un ingénieur italien venu s'installer à Montréal avec sa famille en 1911.
À ses débuts, M. Quilicot, alors âgé de 15 ans, louait son vélo à ses copains pour 1 $. C'est avec ses profits qu'il amorça la revente de bicyclettes. Il s’ouvrit un petit magasin angle Rachel et De Lanaudière, en face du parc Lafontaine. En raison de cette proximité avec la nature, sans compter le mont Royal tout proche, il s’y louait beaucoup de traînes sauvages (toboggans) et de raquettes. Le magasin déménagera plus tard au 327, rue Dorchester (aujourd’hui le boulevard René-Lévesque) « à l’époque où ce n’était qu’une ruelle », puis sur la rue St-Denis, juste au sud d’Ontario.
Le magasin se targuait de vendre « tout ce qui roule à deux roues » et de fabriquer tout « ce qui se pédale ». Par conséquent, en plus des vélos, on y vendait également des scooters, des whizzers… En 1967, Bicycles Quilicot a fabriqué et fourni 200 vélo-taxis (pedicabs) lors de l’Expo 67 à Montréal. Mais la boutique ne fabriquait pas de vélos de course, un marché dominé par les fabricants italiens dont l’expertise était difficile à concurrencer. Quilicot était toutefois un importateur majeur du modèle Garlatti, qui pesait 20 livres et se vendait 140 $ à l’époque; toujours un gros succès de vente.
1978 : Louis Quilicot cède le magasin à son fils Antoine, qui s’en occupera jusqu’en janvier 1987, alors que l’homme d’affaires André Létourneau, issu du commerce de détail, reprendra les activités du magasin, en déboursant 180 000 $ pour l’utilisation des droits de la bannière de Quilicot.
1995 : Ouverture d’une deuxième succursale à Longueuil et fermeture l’année suivante, en raison de la concurrence d’un commerce de vélos similaire ayant ouvert le même mois et à 100 mètres de Bicycles Quilicot.
2005 : Marc-André Lebeau, un ex-champion cycliste junior canadien, rachète l’entreprise,, et déménage le magasin sur la rue Masson, dans un ancien magasin de livres usagés,. Bicycles Quilicot célèbre ses 100 ans d’existence en 2015, et le magasin a été fondé par Louis Quilicot, une légende du cyclisme québécois que l’on surnommait à l’époque « le papa des cyclistes »,.
Mars 2007 : Ouverture d’une deuxième succursale de Bicycles Quilicot, à Sainte-Thérèse.

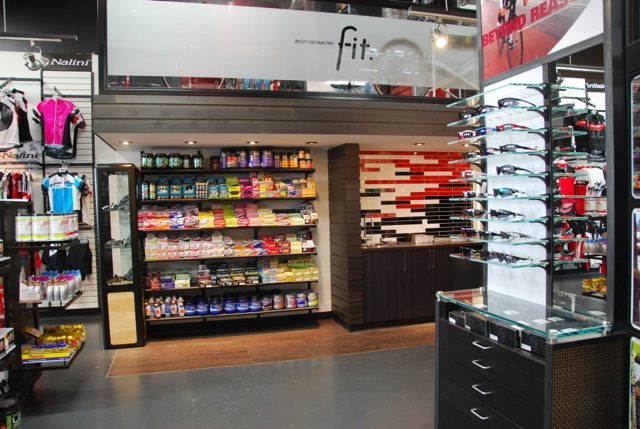
Une vue de la succursale de Sainte-Thérèse, 2014.

Printemps 2012 : Ouverture d’une troisième succursale à Laval, d’une superficie de 6000 pieds carrés, la plus grande des trois.[réf. nécessaire]
Février 2016 : Bicycles Quilicot rachète Vélo Branché, pour devenir le plus important distributeur de vélos à assistance électriques au Québec.[réf. nécessaire]